# 巴菲洛
巴菲洛（法語：Bafilo）是位于多哥卡拉区南部的一座城市，以巨大的清真寺、编织工业和附近的巴菲洛瀑布而闻名。2022年人口23,627人。